# Bölcsességfog
A bölcsességfognak (latinul: Dens sapiens) az emberi fogsor mind a négy részében a legutolsó, 8-as fogát nevezzük. Ez egyben a harmadik nagyőrlő fog.
Általában a serdülőkorban vagy a fiatal felnőttkorban nő ki.
Egyeseknél a röntgenfelvételen a bölcsességfog csírájának mineralizációja csak 14 éves korban észlelhető.
A bölcsességfogaknál felmerülő problémák a helyhiány, a torlódás vagy a fájdalom. Ilyenkor a fogorvosok általában a kivételüket javasolják.

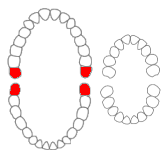
Bölcsességfogak felnőtt fogakban. A tejfogakban nincsenek bölcsességfogak
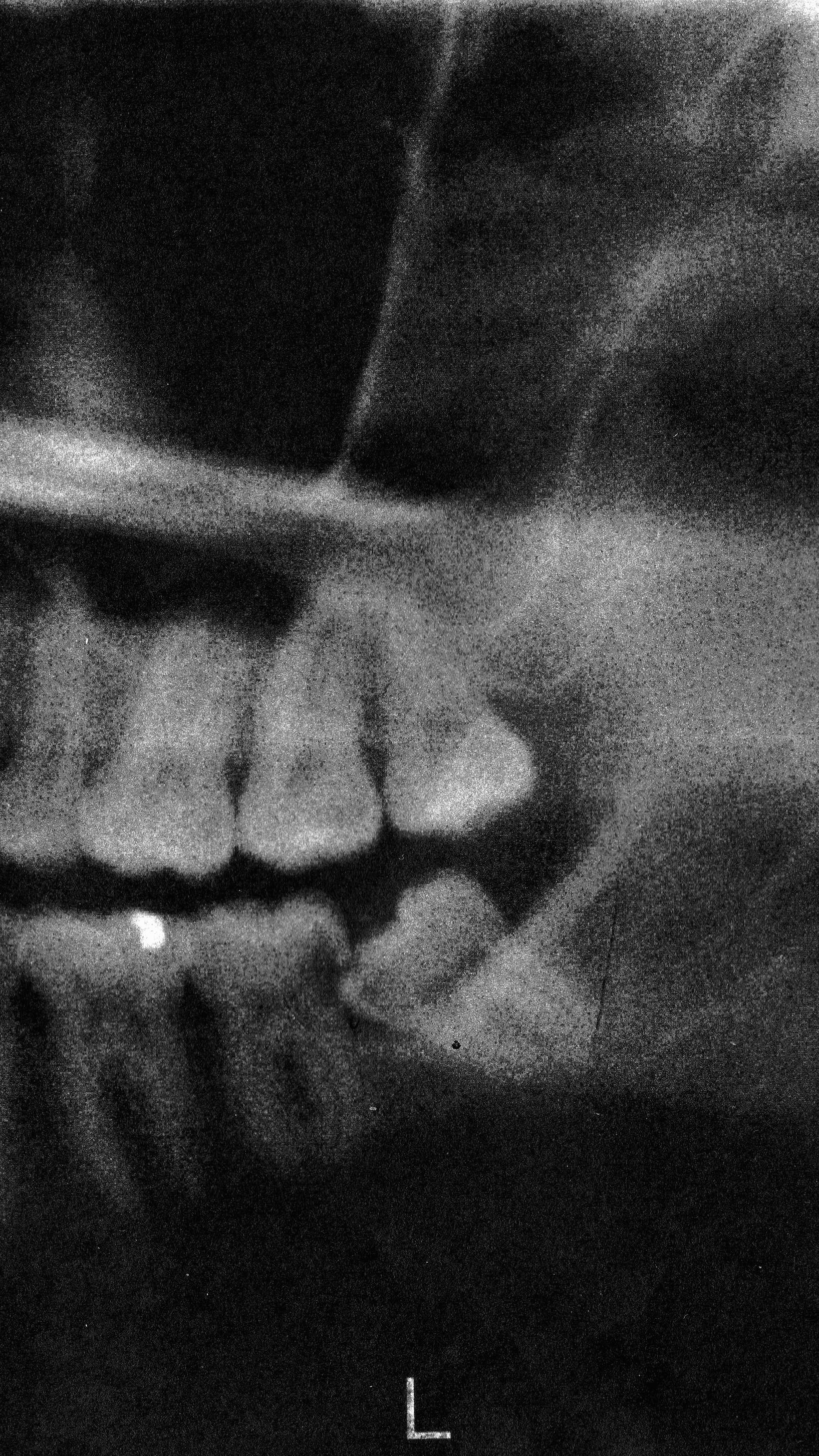
Egy felső és egy alsó bölcsességfog
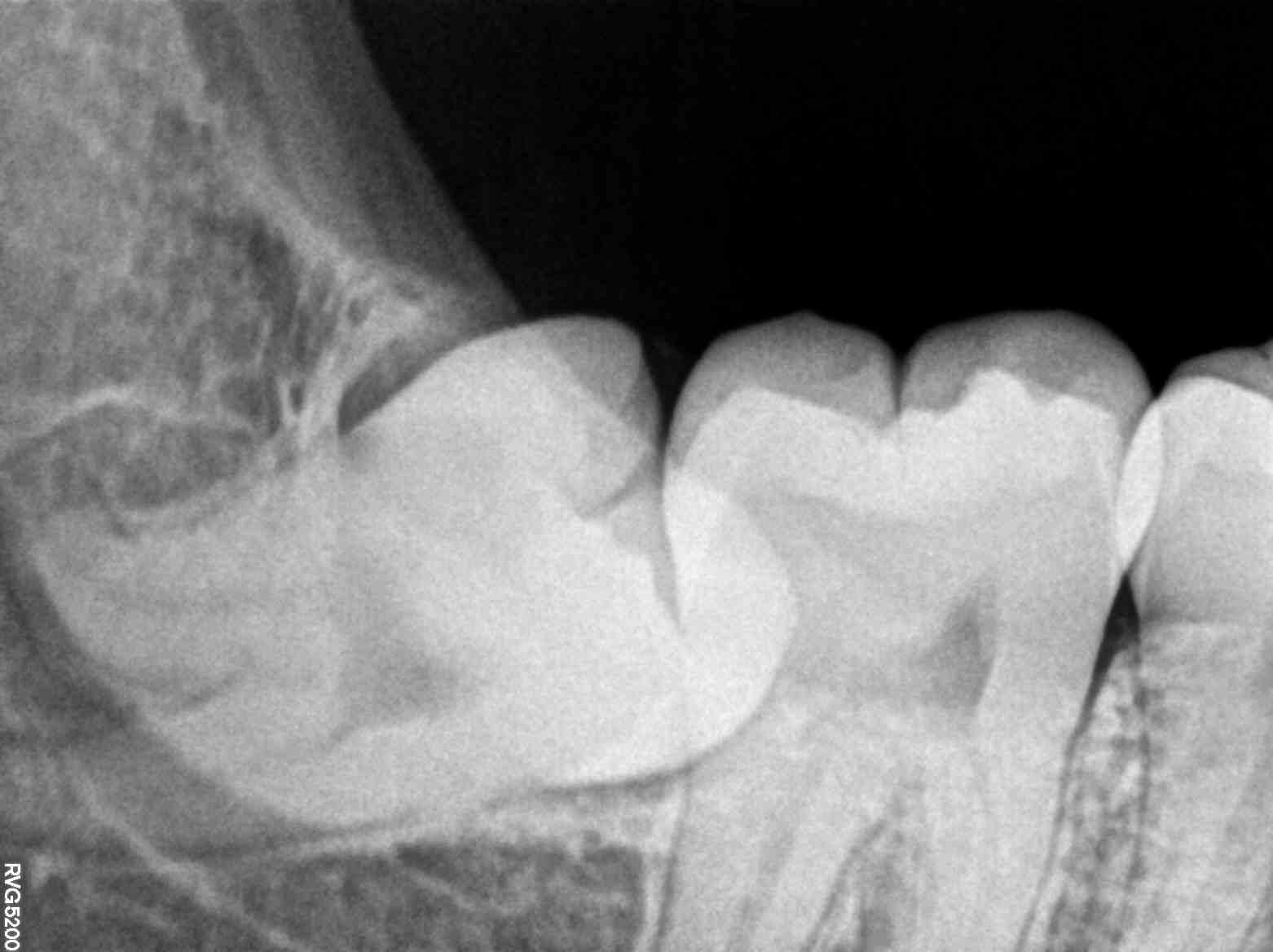
Röntgenfelvétel egy ütközött alsó állcsont bölcsességfogról, ferde kitörési tengellyel.
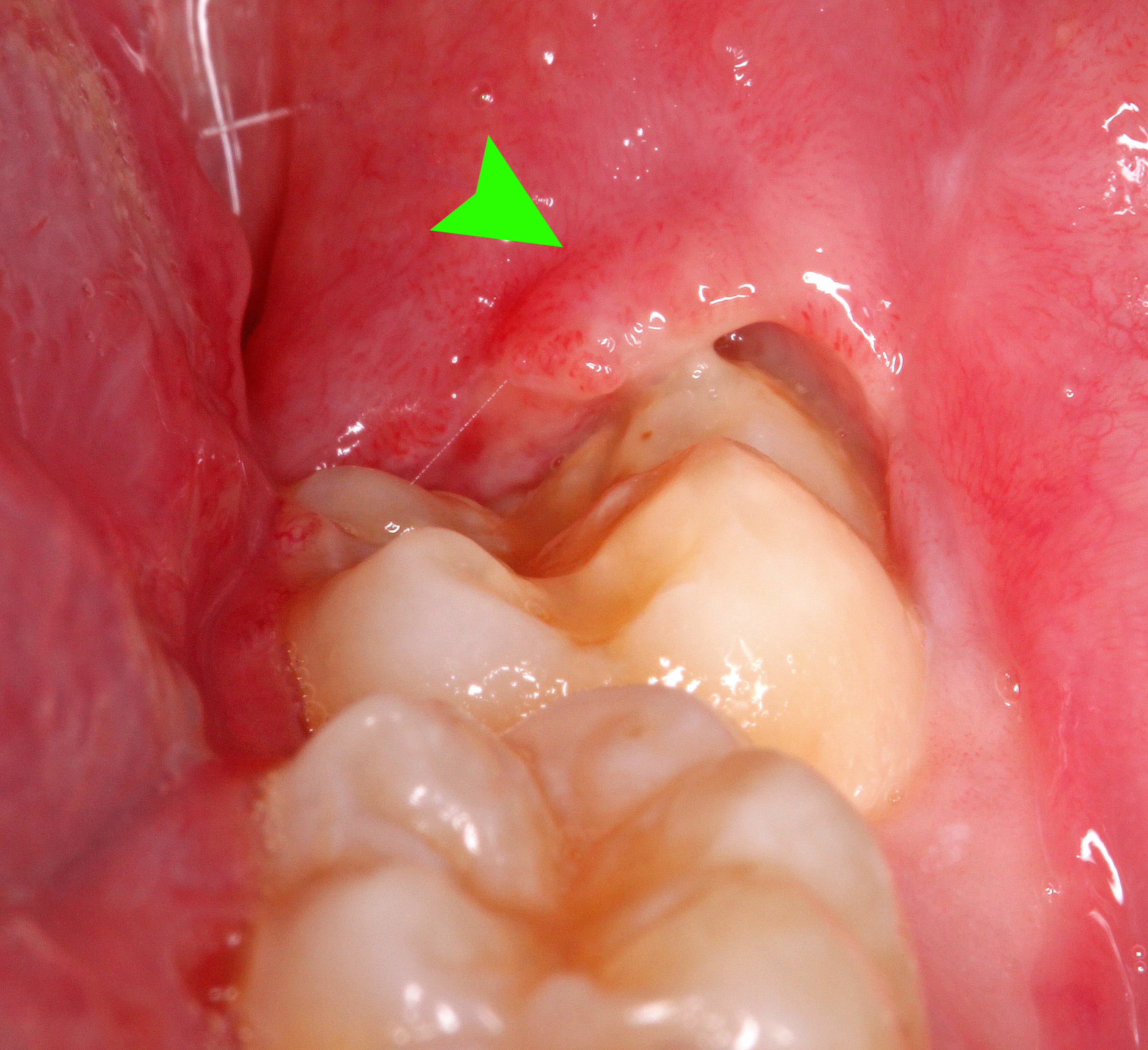
Kitörő bölcsességfog gennyes gyulladt ínycsuklyával (Dentitio difficilis)
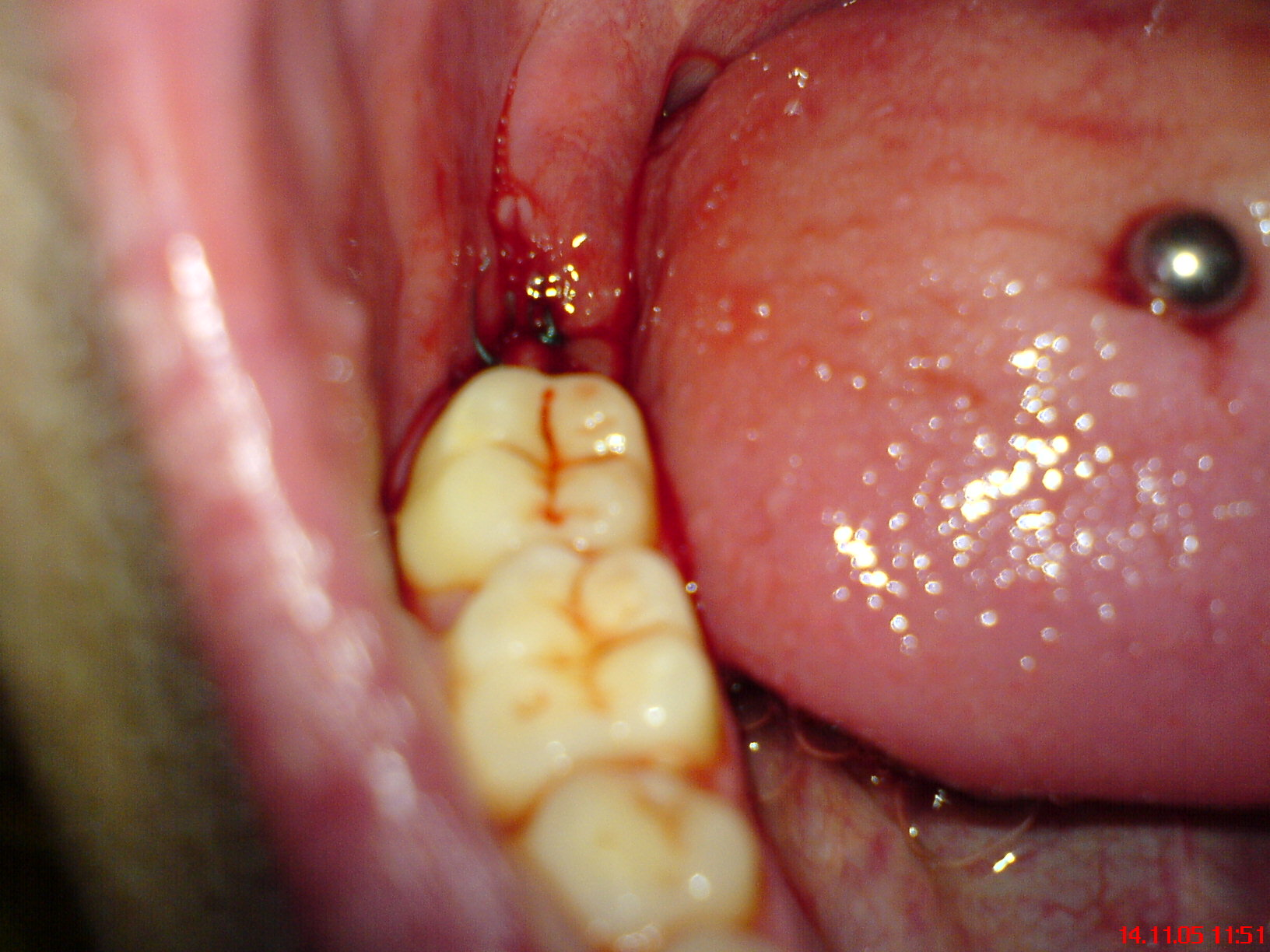
Frissen kihúzott bölcsességfog sebe